# ستانلي شامبرز
ستانلي شامبرز (بالإنجليزية: Stanley Chambers)‏ (و. 1910 – أغسطس 1991 م) هو راكب دراجة هوائية بريطاني، ولد في حي هكني في لندن، شارك في الألعاب الأولمبية الصيفية 1932، وCycling at the 1932 Summer Olympics – Men's tandem ‏.

## روابط خارجية
- ستانلي شامبرز على موقع أرشيف الدراجات (الإنجليزية)
- ستانلي شامبرز على موقع أوليمبيديا (الإنجليزية)